# 長篠城
長篠城曾經是日本的一座城堡，現時位於愛知縣新城市。1508年今川氏家臣菅沼氏建造。1571年菅沼氏隸屬德川家康。1575年遭到武田勝賴的攻擊，雖然被武田軍擊敗。但在後來的長篠之戰與織田信長聯手大敗武田軍。1576年因為城內破壞嚴重，奧平信昌決定在附近建造新城城，長篠城因而被拆卸。